# Freies China

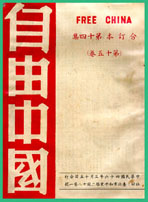
Titelblatt von Freies China

Freies China (chinesisch 自由中國半月刊, Pinyin Zìyóu Zhōnggúo Bànyùekān) auch kurz Zìyóu Zhōnggúo (自由中國) genannt, war eine zwischen 1949 und 1960 zweimal im Monat in der Republik China (Taiwan) erscheinende Zeitschrift.

## Aufgaben und Ziele
Die erste Ausgabe der Zeitschrift, deren Herausgeber Hu Shi und deren Chefredakteur Lei Zhen zur sogenannten liberalen Opposition zählten, erschien am 20. November 1949. Die Zeitschrift war eine politische Zeitschrift, welche sich zum Ziel gesetzt hatte, liberale und demokratische Gedanken zu verbreiten und die weitere Ausbreitung kommunistischer Strömungen zu verhindern. Hu Shi, der neben seiner Funktion als Herausgeber auch als geistiger Führer der Zeitschrift angesehen werden kann, legte in der ersten Ausgabe die Ziele der Zeitung dar:
"Wir sind an einen Ort geraten, der heute in jedem Moment von der kommunistischen Partei mit Waffengewalt betreten werden kann und hinter einem sehr dichten eisernen Vorhang liegt. Hinter diesem eisernen Vorhang gibt es in den Zeitungen überhaupt keine Nachrichten mehr. Die Meinungsfreiheit ist gänzlich verloren gegangen und auch andere grundlegende Freiheiten des Volkes existieren nicht mehr. Dies ist die reinste Volksverdummungspolitik, eine Politik, die autokratische Monarchen des Altertums nicht gewagt haben. Wir können in der Tat nicht zusehen, wie sich dieser fürchterliche eiserne Vorhang über ganz China ausbreitet. Deshalb ergreifen wir mit diesem Zusammenschluss die Initiative und setzen der "Freies China"-Bewegung einen Anfang.
Unsere Ziele, an denen wir zu arbeiten gedenken, sind:
(1) Wir wollen für das Volk des ganzen Landes die Freiheit und die wahren Werte der Demokratie propagieren; ferner wollen wir dafür sorgen, dass die Regierung praktische Reformen in Politik und Wirtschaft durchführt und sich bemüht, eine liberale und demokratische Gesellschaft zu errichten.
(2) Wir wollen die Regierung unterstützen und sie anhalten, sich mit aller Kraft der jegliche Freiheit aberkennenden, totalitären Politik hinter dem kommunistischen eisernen Vorhang zu widersetzen und nicht zuzulassen, dass diese ihren Machtbereich ausweitet.
(3) Wir werden alles in unseren Kräften stehendes tun, um den Landsleuten in den besetzten Gebieten Beistand zu leisten und sie bei der baldigen Wiederherstellung der Freiheit zu unterstützen.
(4) Unser endgültiges Ziel ist es, dafür zu sorgen, dass die ungeteilte Republik China sich zu einem freien China entwickelt."
Die vier genannten Ziele wurden in allen zukünftigen Ausgaben der Zeitschrift meist auf den ersten Seiten abgedruckt. Dementsprechend beinhaltete die Zeitschrift bis Oktober 1956 auch meist Artikel, die antikommunistisch geprägt waren, sich gegen Russland und die Kommunisten auf dem Festland richteten und sich mit Fragen bezüglich der Demokratie und des Liberalismus beschäftigten.

## Konflikt mit der Regierung
Als im Oktober 1956 der Präsident Chiang Kai-shek eine landesweite Feier zu seinem 70. Geburtstag ablehnte und stattdessen die Öffentlichkeit aufrief, Kritik an der Regierungspolitik zu üben, gab die Zeitschrift "Freies China" im November 1957 ein Sonderheft zur Feier des Geburtstages Chiangs heraus. Mit diesem Sonderheft eröffnete die Zeitschrift ihre scharfe Kritik an der politischen Entwicklung und der aktuellen Regierungspolitik, welche nach Ansicht der Autoren im Widerspruch mit der Verfassung standen. Autoren dieser sehr erfolgreichen Ausgabe – es gab insgesamt neun Auflagen – waren unter anderem die namhaften Intellektuellen Lei Zhen, Hu Shi, Tao Baichuan und Xu Fuguan. 
In den nachfolgenden Ausgaben warfen die Autoren der Nationalregierung vor, dass sie Taiwan ganz bewusst mit diktatorischen Mitteln unter Kontrolle zu halten versuchen. Yin Haiguang hielt zum Beispiel in seinem Artikel Sag's, wie es ist der Regierung vor, Argumente wie 'nationales Interesse', 'grundlegende nationale Politik', 'ungewöhnliche Zeiten', 'kritische Situation' und 'entweder Nationalist oder Kommunist' als Trumpfkarten bei der Kontrolle der Meinungsfreiheit zu benutzen. Wenn die Meinung des Volkes, so Yin weiter, die Regierung kritisiere, so verstieße dies noch lange nicht gegen die nationalen Interessen, selbst wenn diese der grundlegenden nationalen Politik zuwiderlaufe. Diese Haltung der Regierung war seiner Meinung nach die Ursache für die Unruhen des vorangegangenen Jahrzehntes.
Die in weiteren Artikeln von 1957 bis 1958 aufgestellten Forderungen an die Zentralregierung kann man in diesen Punkten zusammenfassen:
- Die Wiedervereinigung sollte auf die Liste der langfristigen Aufgaben gesetzt werden.
- Liberalisierung der Wirtschaft.
- Aufhebung des Kriegsrechts.
- Neuwahlen der repräsentativen Organe.
- Demokratisierung des politischen Systems, um sich deutlicher von den kommunistischen Machthabern auf dem Festland zu unterscheiden.
- Gerechteres Wahlgesetz und die Zulassung von Oppositionsparteien.
- Schutz der Meinungs- und Pressefreiheit sowie Schutz aller anderen individuellen Freiheiten.
- Trennung der Partei (Kuomintang, KMT) von Militär, Polizei und öffentlichen Einrichtungen, wie z. B. Schulen.
- Unabhängigkeit der Justiz.
- Reformierung und Liberalisierung des Erziehungssystems.

## Der Fall Lei Zhen und das Ende der Zeitschrift
Lei Zhen, der Chefredakteur der Zeitschrift, geriet im September 1960 erneut ins Fadenkreuz der Regierung. Nachdem er bereits 1952 als Berater der Regierung entlassen worden war und zudem 1955 aus der KMT ausgeschlossen worden war, wurde er am 4. September 1960 von der Regierung verhaftet, die mit dieser Aktion die Gründung einer Oppositionspartei mit dem Namen Demokratische Partei Chinas (chinesisch 中國民主黨, Pinyin zhōngguó mínzhǔ dǎng) zu unterbinden versuchte. Lei Zhen, der für das Amt des Generalsekretärs dieser Partei vorgesehen war, wurde im anschließenden Prozess zu 10 Jahren Gefängnis verurteilt. Die Zeitschrift "Freies China", die versucht hatte, die Kritiktradition der Liberalen der Vierten-Mai-Bewegung von 1919 in Taiwan fortzusetzen, musste im November 1960 ihr Erscheinen einstellen.